# Félix-Joseph Barrias
Félix-Joseph Barrias (n. 13 septembrie 1822, Paris, Franța – d. 25 ianuarie 1907, Paris, Île-de-France, Franța) a fost un pictor francez. A fost foarte cunoscut în vremea sa pentru picturile cu subiecte religioase, istorice sau mitice, dar în prezent a fost în mare măsură uitat. Printre artiștii care s-au format în atelierul său și au devenit faimoși sunt Edgar Degas, Gustave Achille Guillaumet⁠(d) și Henri Pille⁠(d).

## Primii ani

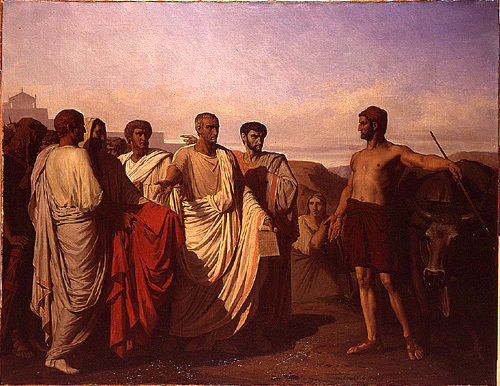
Cincinnatus primind deputații Senatului (1844)

Félix-Joseph Barrias s-a născut la 13 septembrie 1822 la Paris. Fratele său a fost Louis-Ernest Barrias⁠(d) (1841–1905), care a devenit un sculptor binecunoscut. Tatăl său era pictor pe porțelan și l-a învățat pe Félix-Joseph Barrias, care s-a dovedit a fi un elev priceput și a reușit să își câștige singur existența la vârsta de 16 ani.
Félix-Joseph Barrias a studiat apoi cu Léon Cogniet. A câștigat Prix de Rome în 1844 cu tabloul lui Cincinnatus primind deputații Senatului. Acest lucru i-a permis să călătorească în Italia pentru a-și continua studiile. În 1847, a expus pentru prima dată la Salon⁠(d) cu  lucrarea Tânără fată purtând flori și Roman Spinner. Barrias a primit o medalie de clasa a treia în 1847 și o medalie de clasa a doua în 1851 pentru Exilații lui Tiberius (Luvru).  La Expoziția Universală (1855) a primit o medalie clasa a doua pentru pictura Anul jubiliar din 1300 la Roma. 

## Carieră
Barrias a realizat numeroase picturi cu subiecte religioase, istorice sau mitice. De asemenea, a realizat fresce pentru  Biserica Saint-Eustache, Paris, Grand Hôtel du Louvre⁠(d) și Capela Saint Genevieve din biserica Sainte-Trinité, Paris⁠(d). În anii 1860 a fost însărcinat să contribuie cu o ilustrație la un album de lucrări despre rugăciune compilat de William Thompson Walters, la fel ca și alți pictori remarcați ai vremii, cum ar fi William-Adolphe Bouguereau, Jean-Léon Gérôme și James Tissot.
Un tablou de mari dimensiuni realizat de Barrias a fost expus la Expoziția Internațională din 1862 de la Londra, înfățișând armata franceză debarcând în Crimeea. În 1868, Barrias a pictat Legenda Lânei de Aur pe tavanul Drapers' Hall, Londra. Barrias a creat lucrări murale pentru Opera din Paris a lui Charles Garnier, iar în anii 1880 a pictat un decor pentru Sala Mercers din Londra. Barrias a expus portrete la Saloanele din 1879, 1880 și 1881. A realizat ilustrații litografice pentru edițiile lui Didot ale lui Virgil și Horațiu.
Barrias i-a predat lui Edgar Degas (1834–1917) în 1853.  Printre alți elevi se numără Gustave Achille Guillaumet⁠(d) (1840–1884),  Fernand Pelez⁠(d) (1848–1913),  Étienne-Prosper Berne-Bellecour⁠(d) (1838–1910),  Jehan Georges Vibert⁠(d) (1840–1902),  Henri Pille⁠(d) (1844–1897),  Henri Michel-Lévy⁠(d) (1844–1914) și Jean-Jacques Scherrer (1855–1916) ). Barrias a fost numit cavaler al Legiunii de Onoare la 12 iulie 1859 și ofițer la 3 februarie 1897. A murit la 24 ianuarie 1907, la vârsta de 84 de ani.

## Recepție
Potrivit unui critic contemporan, arta sa „este demnă de un artist care se distinge întotdeauna printr-o execuție severă, o imaginație fericită și o concepție grațioasă a întregului efect. Pictor de stil, Felix Barrias nu are nici solemnitatea, nici răceala celor care pretind de obicei acest titlu; foarte atent la demnitatea artei sale în aceste vremuri de pictură ușoară, nu a făcut niciodată un compromis cu gustul zilei și, din acest motiv, în fiecare eseu de artă decorativă numele său este scris în avans. Cu toate acestea, picturile sale nu au trecut testul timpului și acum este uitat în mare măsură. 

## Lucrări alese

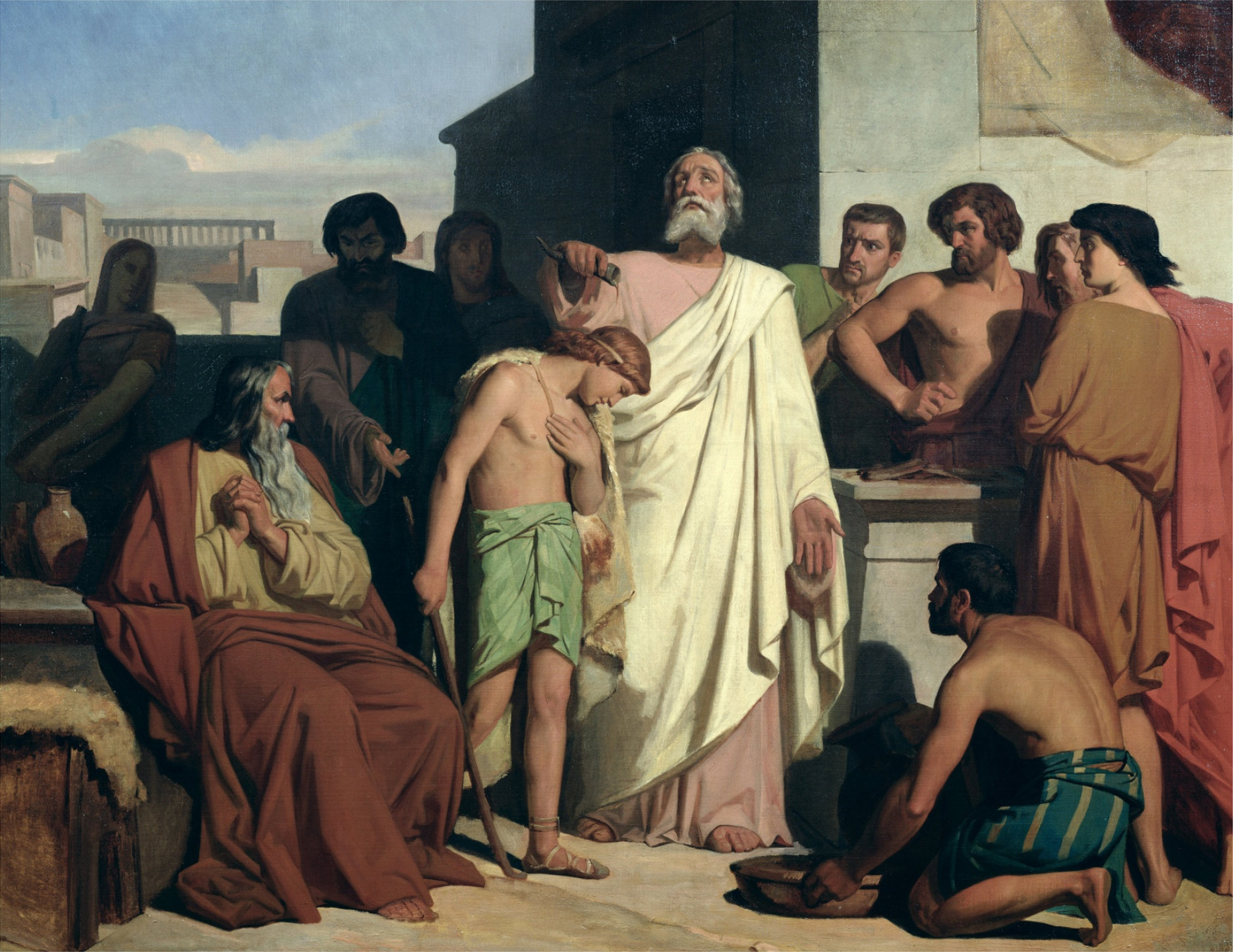
Ungerea lui David de către Samuel (1842)

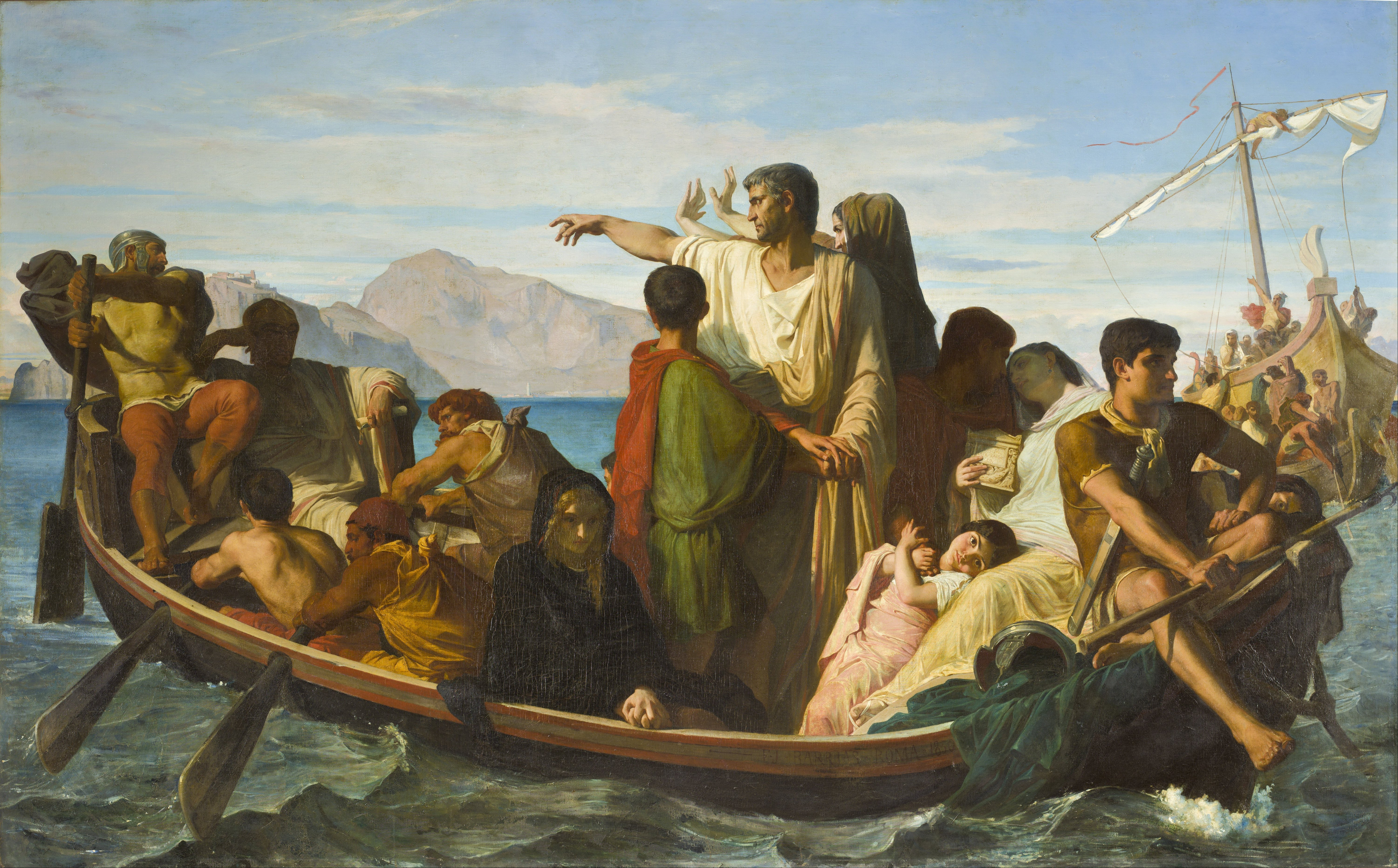
Exilații lui Tiberius (1850)

- Ungerea lui David de Samuel (1842) – Petit Palais, Paris
- Cincinnatus primind deputații din Senat (1844)
- Sappho d'Ereze (1845) O fotografie Saffo a lui A. Cipollini a fost publicată în 1890, dar originalul a fost pierdut. [31]
- Fată tânără care poartă flori (1847)
- Un gal și fiica lui întemnițați la Roma (1847)
- Roman Spinner (1847)
- Exilații lui Tiberius (1850) – achiziționat pentru Galeria Luxemburgului
- Michel Angelo în Capela Sixtină (1857)
- Împărtășania de Paște (1861)
- Picardia (1863) – tablou alegoric pentru scara mare a Muzeului din Amiens
- Depunerea (1866)
- Electra la mormântul tatălui ei (1875)
- L'Homme est en mer! (1875) - subiect din Victor Hugo
- Eve (1877)
- Zâna perlelor (1878)
- Mont-Dore pe vremea lui Augustus (1882)
- Moartea lui Chopin (1885) Pictura se află la Muzeul Național din Cracovia.[32]
- Triumful lui Venus (1886)
- Camille Desmoulins în Palais Royal (1888)

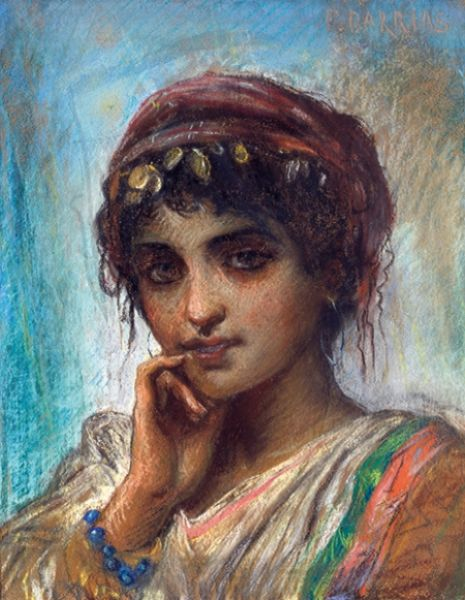
Femeie orientală (fără datare)
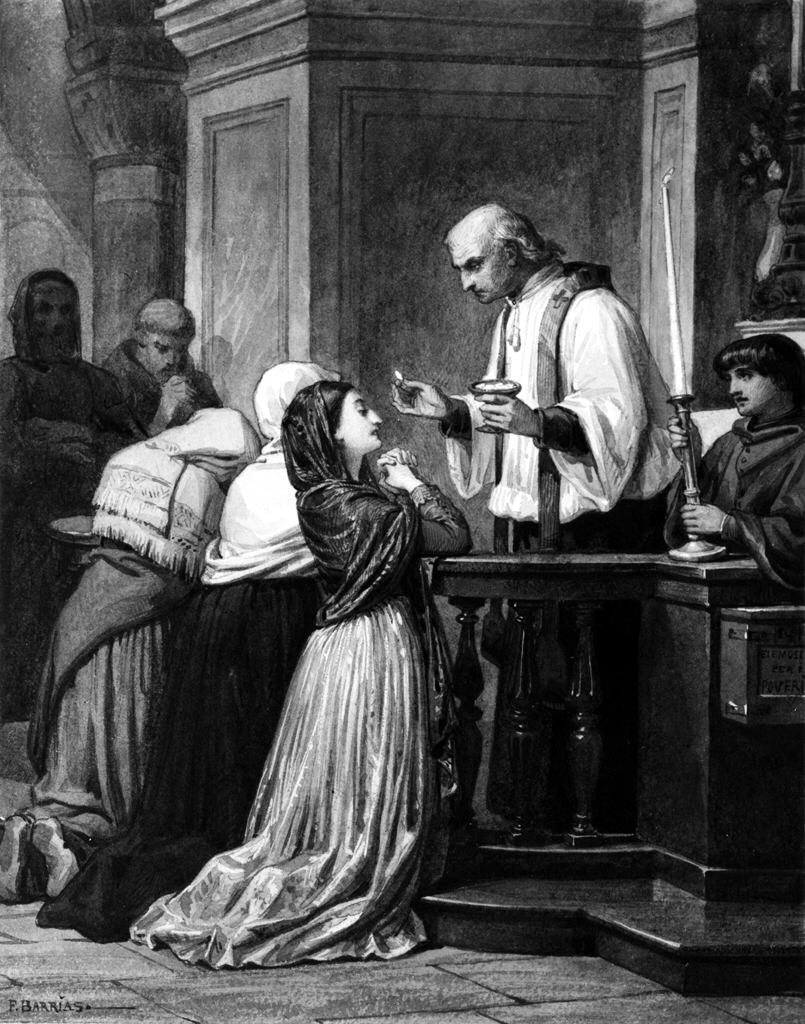
Femeie care primește Euharistia (fără datare)
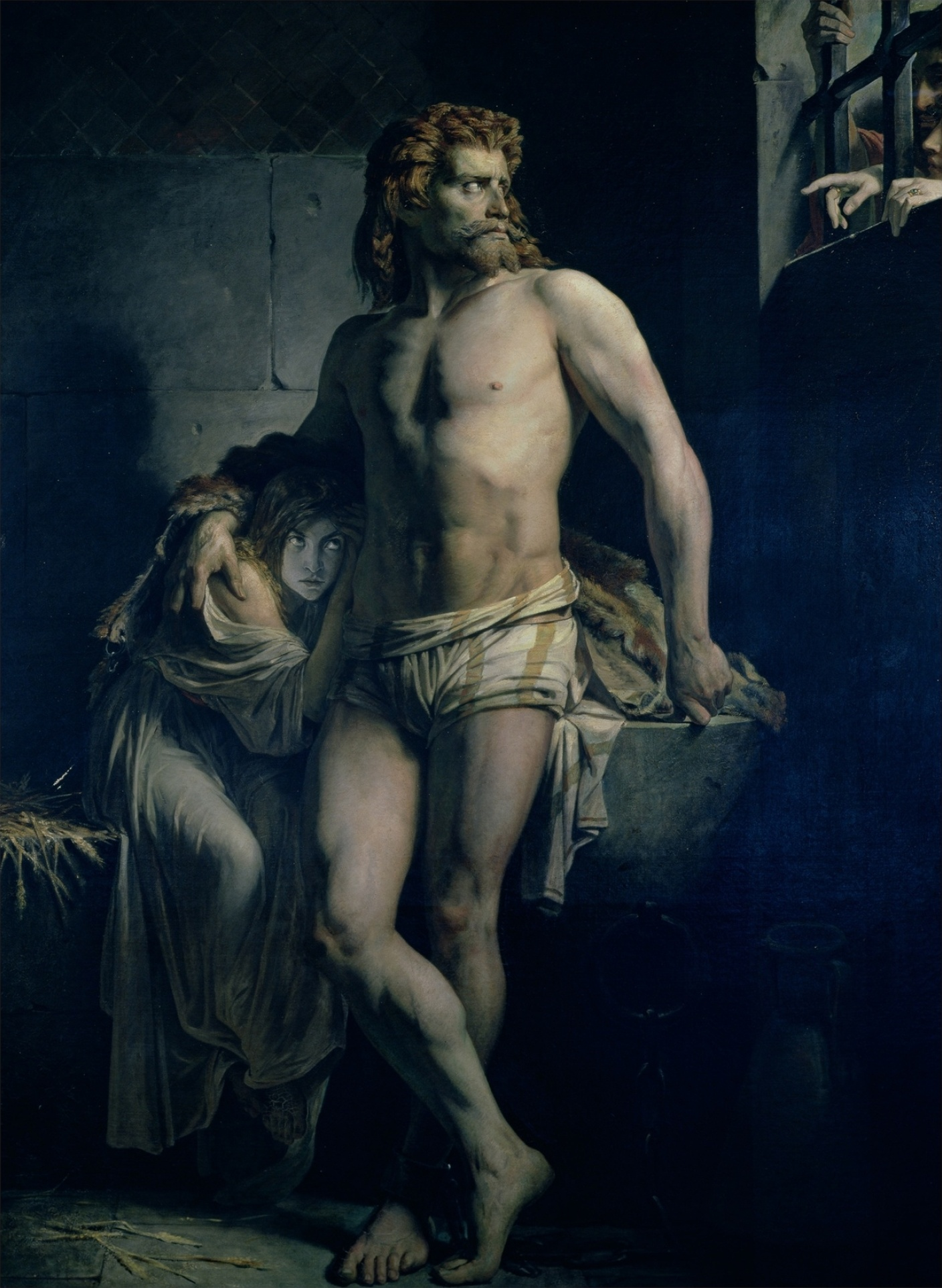
Un gal și fiica lui întemnițați la Roma (1847)
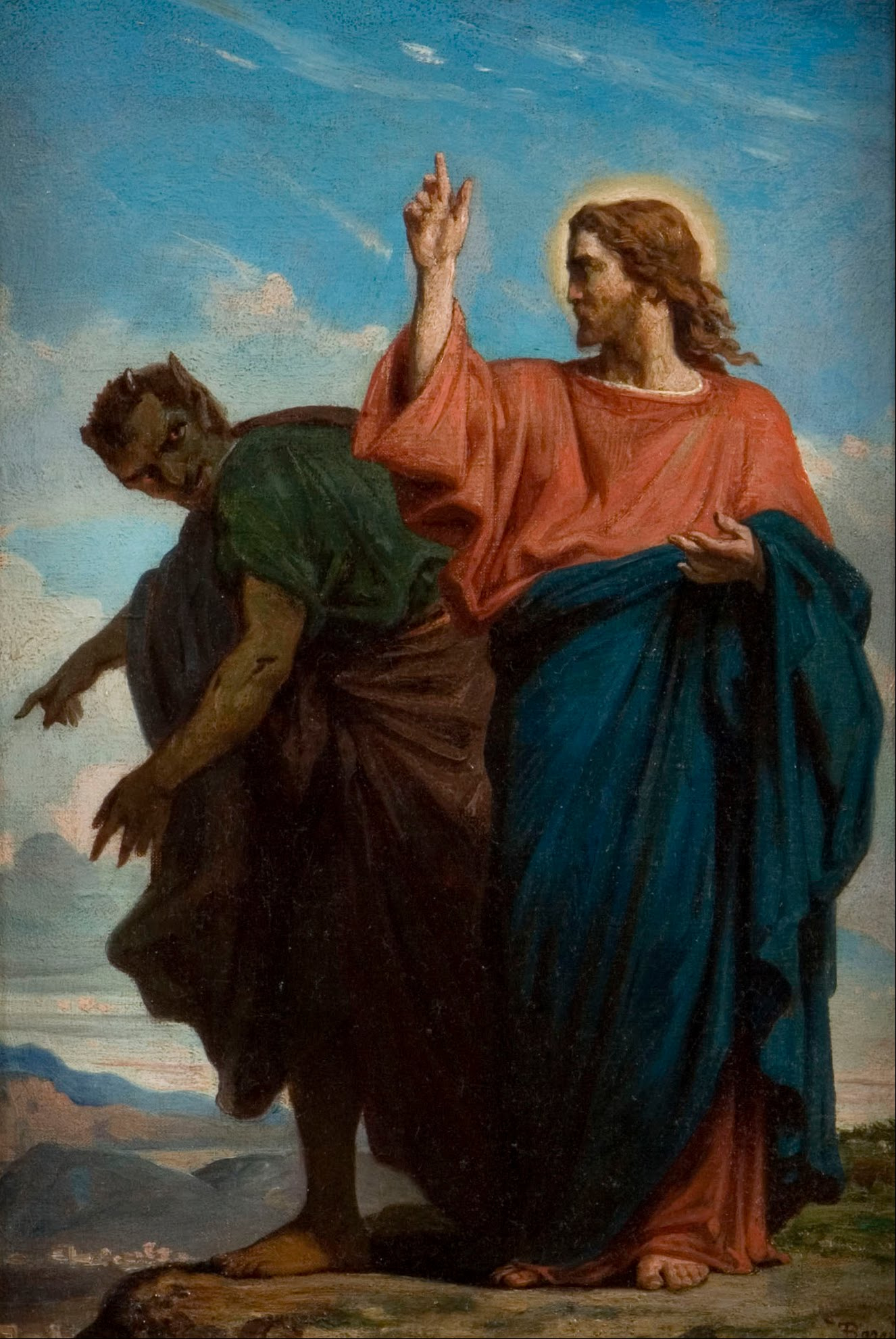
Ispita lui Hristos de către diavol (1860), Muzeul de Artă Philbrook⁠(d)